# Nether Compton
Nether Compton è un comune britannico situato nel Dorset nordoccidentale, Inghilterra, distante 3 miglia ad ovest dalla città di Sherborne e la stessa distanza ad est da Yeovil.
La popolazione del comune, stimata al censo del 2001, è di 300 abitanti.

## Storia
Nel 1066, Nether Compton fu bruciata e rasa al suolo da Guglielmo I d'Inghilterra, Duca di Normandia.
La chiesa parrocchiale di San Nicola è situata all'estremità sudorientale del comune, sulla strada A30 tra Yeovil e Sherborne. Il coro, la navata ed il sagrato meridionale risalgono al XIII secolo, mentre la torre occidentale, la cappella settentrionale e le finestre delle navate sono dimostrazione che la chiesa è stata visibilmente alterata rispetto alla struttura originale nel XV secolo. L'intero edificio fu poi ristrutturata in epoca vittoriana, nell'800, tramite varie modifiche interne e l'estensione della cappella. Il jubé di pietra perpendicolare ed il pulpito risalgono ai primi anni del XVII secolo. La torre occidentale alloggia cinque campane: una risale al XV secolo (Fonderia Salisbury, iscritta "Sit Semper Sine Ve Qui Michi Dicit Ave"), una risale al 1585, due hanno la data 1658 (Thomas Purdue, Closworth) ed una è iscritta al 1886 (Gillett and Co., Croydon).
La maggior parte degli edifici cittadini risalgono alla fine del XIX secolo, grazie alle ristrutturazioni volute dal colonnello John R. P. Goodden, che aveva ereditato il maniero di Compton House nel 1883. Molti degli edifici, tra i quali la loggia dello sceriffo (1889), sono stati progettati dall'architetto Evelyn Hellicar (1862–1929).